# Бхагавата-пурана
«Бхагава́та-пура́на» (санскр. भागवतपुराण, IAST: Bhāgavata-Purāṇa) также известна как «Шри́мад-Бхагава́там» (IAST: Śrīmad Bhāgavatam) или просто «Бхагаватам» — одна из восемнадцати основных пуран.
Содержит описание различных аватар, низошедших в разные эпохи в материальный мир, а также обширные сведения по индуистской философии, метафизике и космологии. Повествует об историческом развитии Вселенной, о путях самопознания и освобождения. Вот уже более 1000 лет «Бхагавата-пурана» является основным священным текстом различных течений кришнаизма, где она рассматривается как четвёртый элемент в тройственном каноне основополагающих текстов теистической веданты. Согласно самой «Бхагавата-пуране», в ней изложена основная суть всех Вед и она представляет собой комментарий ведийского мудреца Вьясы к «Веданта-сутрам».
«Бхагавата-пурана» состоит из 18 000 стихов, разделённых на 332 главы в составе 12 песен (сканд). В первой песне перечисляются основные аватары Вишну, а в последующих содержится подробное их описание. В 10-й и 11-й песне детально излагается история явления Кришны, его деяния во Вриндаване и наставления своим преданным (такие как «Уддхава-гита»). В последней, 12-й песне, предсказываются события настоящей исторической эпохи Кали-юги и грядущие катаклизмы на Земле.

## Значение
В вайшнавском, и в особенности в гаудия-вайшнавском богословии, «Бхагавата-пурана» считается одним из основных священных писаний — естественным комментарием к «Веданта-сутре» и самой важной из Пуран. В самой «Бхагавата-пуране» содержится следующий стих, утверждающий важнейшее значение текста и его отношение к веданте:
«Бхагавата-пурану» принято считать основной сутью всей ведийской литературы и философии веданты. Любого, кто вкусит трансцендентную сладость «Бхагавата-пураны», никогда больше не привлечёт какая-либо другая литература.

## Датировка текста

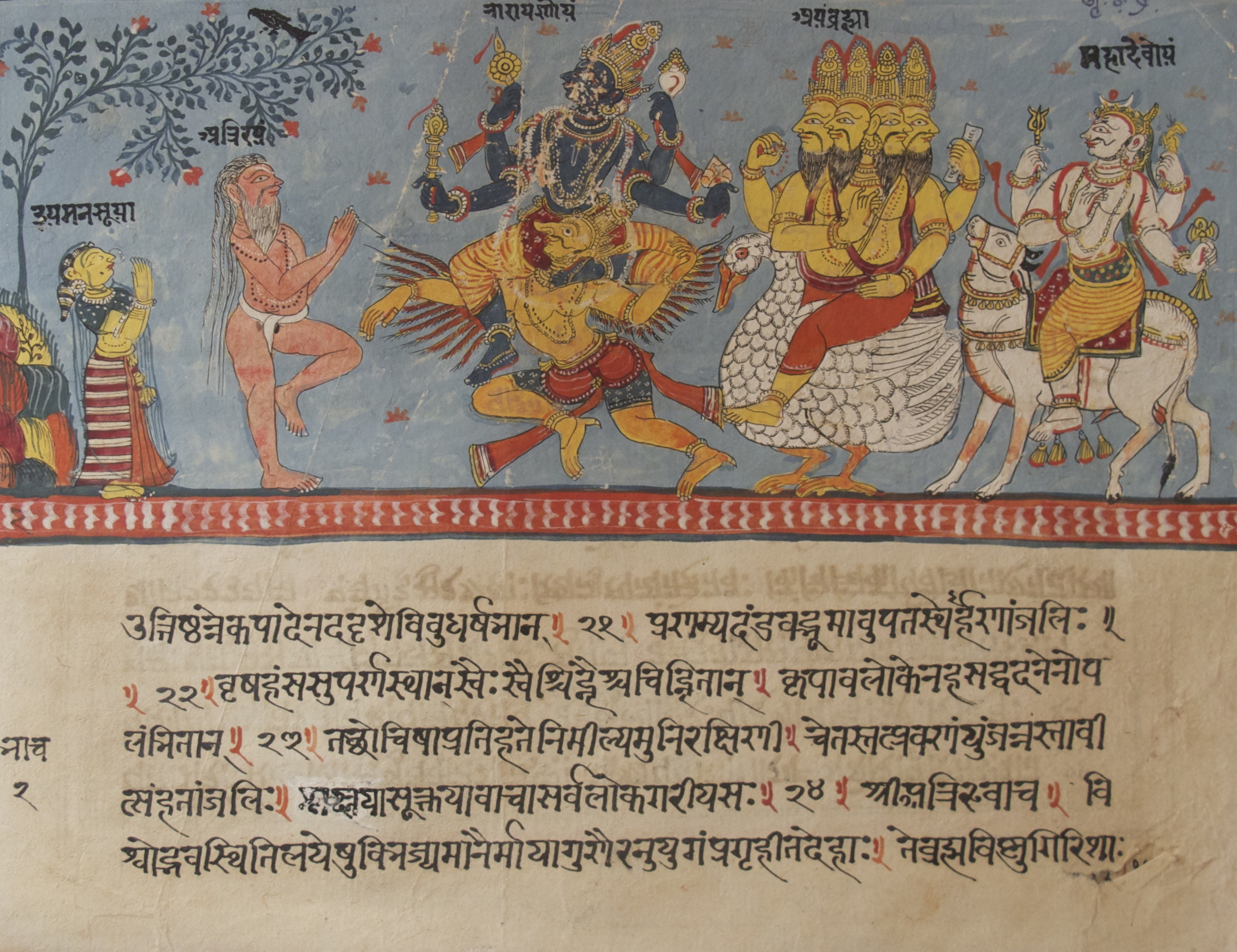
Бхагавата-пурана. Манускрипт XVIII века.

Среди учёных существуют различные мнения относительно датировки текста «Бхагавата-пураны».
Религиозная традиция индуизма относит «Бхагавата-пурану» к одному из трудов Вьясы, написанных в самом начале эпохи, которую в индуизме называют Кали-юга, начало которой  - около 3100 года до н. э.
Исследователи времён колониального господства Британской империи над Индией утверждали, что «Бхагавата-пурана» была составлена из различных источников в XIV веке н. э. Данная датировка была общепринятой вплоть до середины XX века, когда было обнаружено упоминание «Бхагавата-пураны» в книге «Тахкик малил Хинд» («Исследования по Индии») персидского учёного-энциклопедиста Аль-Бируни, который занимался исследованием Индии в X веке. Затем, учёные нашли свидетельства того, что текст уже существовал в IX веке — эта дата была принята к концу XX века как наиболее вероятная большинством исследователей, которые посчитали одной из причин появления текста развитие традиций бхакти в индуизме.
Некоторые учёные не согласны с этой датировкой и находят доказательства того, что текст «Бхагавата-пураны» был известен ещё в V веке н. э. и даже ранее.
В подтверждение традиционной датировки «Бхагавата-пураны», принятой в индуизме, индуисты приводят тот факт, что там упоминается ведийская река Сарасвати (Ригведа,  6:61:2, см. тж: 7:95:2), описываемая как великая река (на санскрите маха-нади), которая полностью засохла около 2000 года до н. э. Также в описании слона Айраваты и его потомков говорится, что они имели четыре бивня. Эта порода слонов, возможно Гомфотерии, обитали в эпохи миоцена-плиоцена. Они также упоминаются в «Сундара-кханде» «Рамаяны».
С конца XX века появился ряд исследований, в которых производится попытка доказать более древний возраст «Бхагавата-пураны».
Большинство ученых датируют сочинение «Бхагавата-пураны» между 800 и 1000 гг. н.э..

## Содержание

### Введение
«Бхагавата-пурана» представляет собой пересказ беседы между царём Парикшитом и святым мудрецом Шукадевой Госвами. Царь Парикшит (внук Арджуны), после того, как его проклинает брахман на смерть по прошествии семи дней, решает принять проклятие и оставить свои царские обязанности для того, чтобы познать цель жизни. Царь удаляется на берег Ганги, где готовится к наступающей смерти. Там к нему приходит святой мудрец Шукадева Госвами, чтобы передать царю духовное знание в последние дни его жизни. Их беседа непрерывно продолжается семь дней, в течение которых царь не ест, не пьёт и не спит. Во время беседы Шукадева Госвами объясняет, что целью человеческой жизни является осознание верховной абсолютной истины, которую он определяет как верховную личность Бога, Кришну.

### Песнь 1
Первая песнь представляет собой вступление к Шримад-Бхагаватам. В ней мудрецы, собравшиеся в лесу Наймишаранья во главе с Шаунакой риши, слушают, как Сута Госвами прославляет бхакти, чистую любовь к Кришне и описывает десять аватар Вишну. Сута рассказывает историю жизни Парикшита, сына Абхиманью, начиная с того случая, когда Кришна защитил его в лоне его матери от Брахмастры (особый вид оружия), запущенной Ашваттхамой. То, как Парикшит проводил последние дни своей жизни, является основной сюжетной линией Бхагаватам — он был проклят брахманом умереть через семь дней. Парикшит отправляется на берег Ганги и постится до конца жизни, вместе с ним там находятся несколько мудрецов, включая Шукадеву Госвами, сына Вьясадевы. Парикшит спрашивает Шуку о том, как ему приготовиться к смерти. Ответом Шуки является основная часть Бхагавата-пураны.

### Песнь 2
Шука рассказывает Парикшиту, что, если человеку суждено скоро умереть, он должен освободиться от страха и оставить все свои привязанности к удовольствиям, дому и семье. Он должен контролировать свои ум и дыхание и концентрироваться на священном звуке Аум. Также Шука объясняет как практиковать йогу и бхакти, различные виды дхараны, природу Бхагавана и освобождение йога после смерти. Отвечая Парикшиту на его вопросы, Шука описывает творение и аватары Вишну, завершая описанием десяти качеств Пураны.

### Песнь 3
В 3 песне — духовные учения, основанные на истории о паломничестве Видуры по различным святым местам. Рядом с Ямуной Видура встречает Уддхаву, который рассказывает ему о битве на Курукшетре и смерти Кришны. Потом он встречает святого Майтрею, который повествует ему о сотворении мира, делениях времени и многое другое. Изложена также история рождения Хираньякашипу и Хираньякши и смерть последнего в руках Варахи, аватары Вишну в образе вепря. Также одной из важных историй в Третьей песне является рассказ о Девахути и её сыне Капиле — Санкхья, учение Капилы, помогло достичь ей освобождения.

### Песнь 4

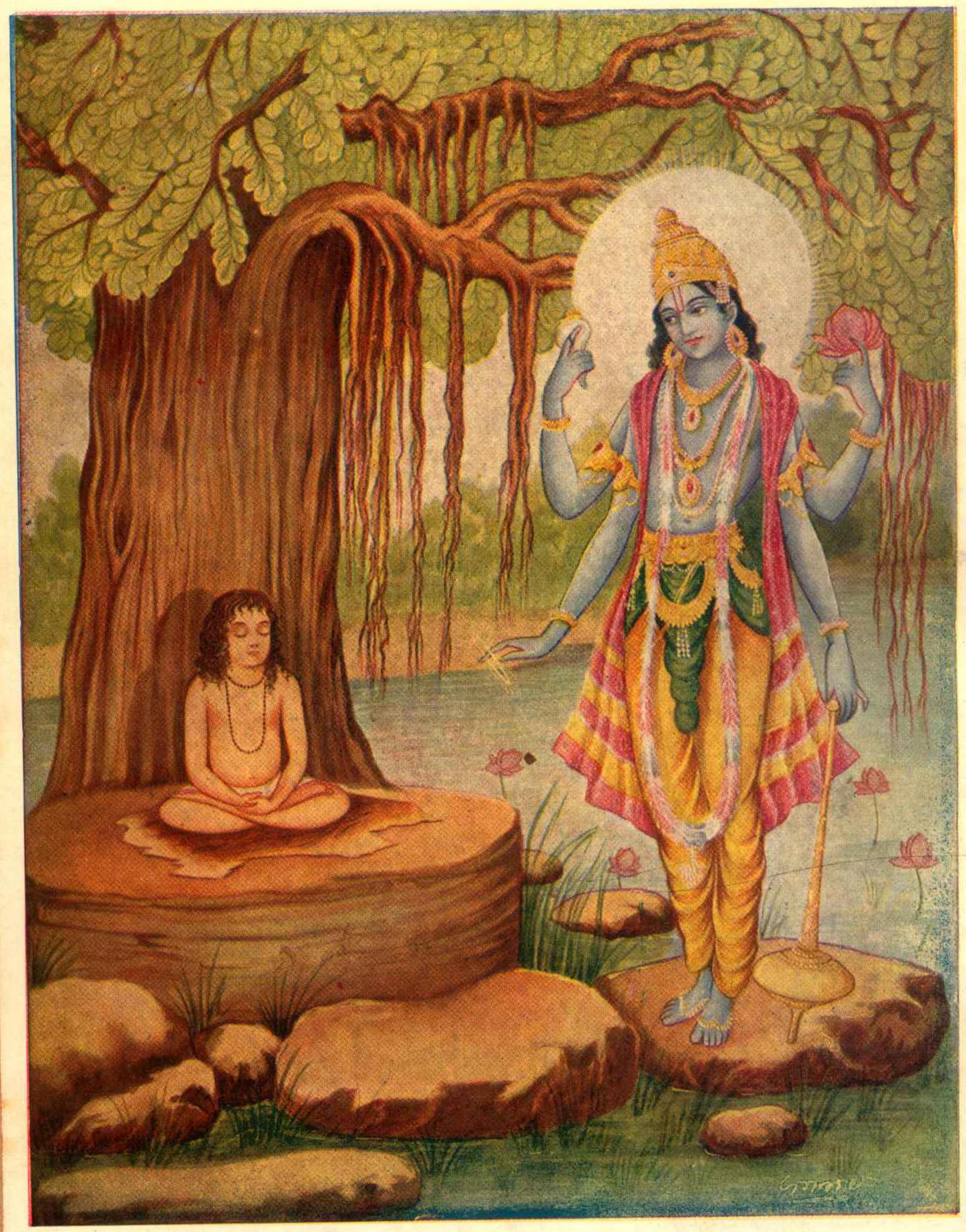
Вишну появляется перед Дхрувой

В этой Песне рассказывается история о Дакше и его жертвоприношении, на котором он высмеивает Шиву перед Дакшаяни — своей собственной дочерью и супругой Шивы, из-за чего она подвергла себя самосожжению, благодаря чему стала известна как Сати. Также ведётся повествование об аскезах Дхрувы и преданности Вишну, вместе с рассказами о царе Притху. В конце Песни четвёртой рассказывается об отречении и освобождении братьев Прачетов.

### Песнь 5
История сыновей Ману и их детей до Бхараты, описание устройства вселенной, солнце и траектории его движения, луны, звёзд и высших планет вселенной, семи планетных систем, расположенных ниже Земли, и двадцати восьми адских планетных миров (нарака).

### Песнь 6
В Шестой песне рассказана история об Аджамиле, который достиг духовного мира благодаря тому, что на своём смертном ложе повторил священные слоги «На-ра-я-на», хотя просто хотел позвать своего сына. Также рассказана история о сыне братьев Прачетов и о победе Индры над Вишварупой. В конце Шестой песни изложено повествование о рождении Марутов.

### Песнь 7
Бо́льшая часть Седьмой песни посвящена известной истории о демоне Хираньякашипу, его сыне Прахладе, и смерти демона от Нарасимхи, аватары Вишну. В данной пуране история о Прахладе описана более подробно, чем в Вишну-пуране. Считается, что Прахлада — лучший из преданных Господа Вишну. В Седьмой песне процесс бхакти изложен Прахладой. Описана его беседа со святым, не прилагающим усилий к поиску пищи и лежащему под деревом в пыли и грязи. Также в этой песни ведется обсуждение дхармы, системы варн и ашрамов.

### Песнь 8

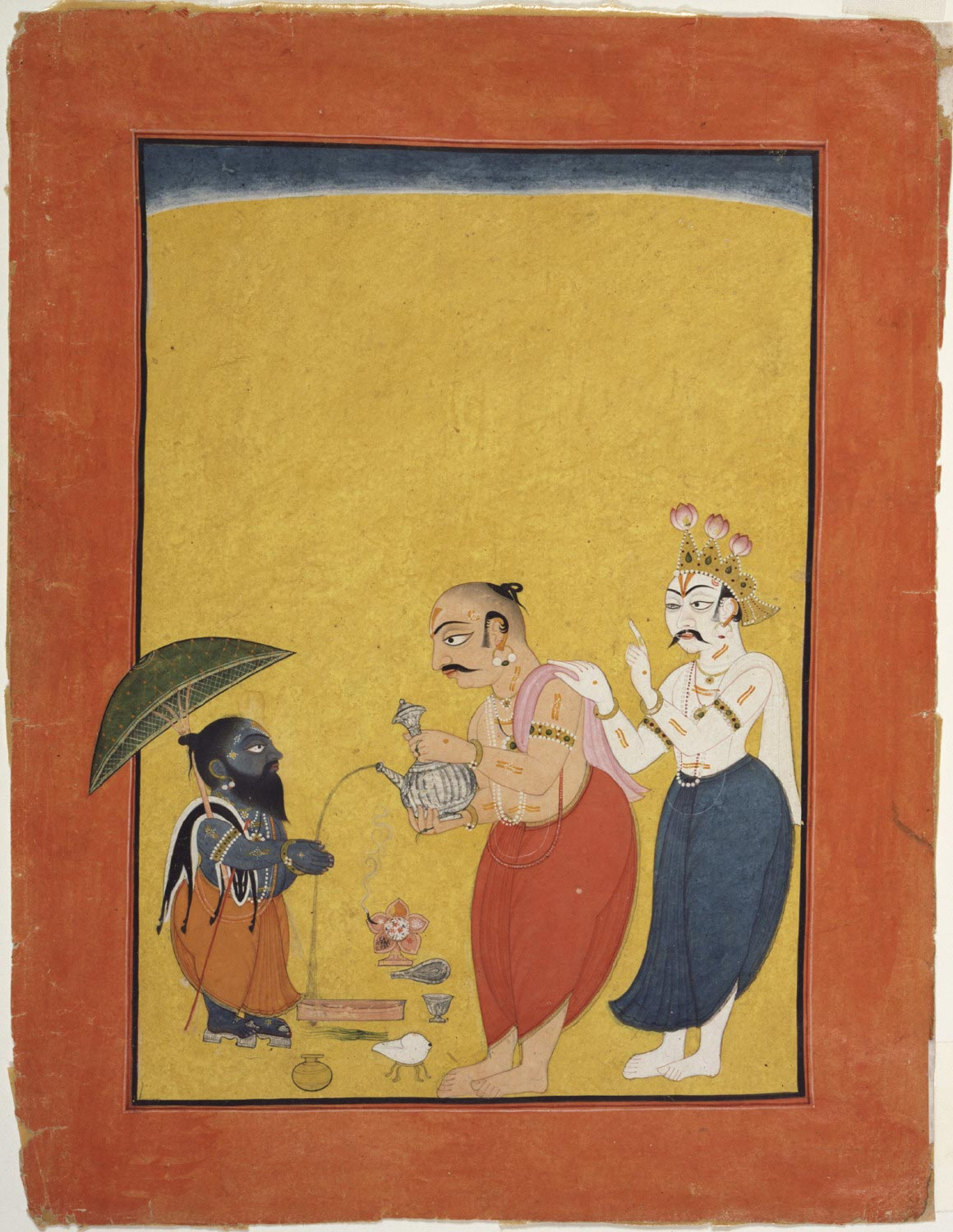
Вамана с Бали

Здесь приводится описание шести прошлых манвантар (эпох или временных периодов Ману) и семи будущих, включая истории, связанные с аватарами Вишну. Девять глав посвящены известной истории о пятой аватаре Вишну, Ваманадеве, и Его преданном Махарадже Бали. Также рассказана история пахтания океана, в котором принимала участие вторая аватара Вишну, в образе черепахи, Курма-аватара.

### Песнь 9
В подробных деталях описана текущая эпоха Ману, включая историю Солнечной династии, основателем которой был Икшваку, и Лунной династии пуруравасов. Описана продолжительная история династий Панчала, Магадха, Куру, Ану, Друхьюс, Турвасу и других — вплоть до династии Яду и рождения Кришны у Деваки и Васудевы.

### Песнь 10
Именно Десятой песне, описывающей игры Кришны, Бхагавата-пурана обязана своей популярностью. Десятая песнь Бхагаватам включает в себя многочисленные истории о Кришне: озорной ребёнок, ворующий масло; богоподобный ребёнок, во рту которого находится вся вселенная; мальчик, побеждающий демонов и способный поднять и удерживать целую гору на одном пальце; пастушок, являющийся объектом любви всех гопи, ради которого они готовы оставить все свои семейные обязанности.
Десятая песнь является самой длинной из всех и занимает почти четверть от всего Бхагаватам. В то время как в Махабхарате и Бхагавад-гите Кришна выступает в ролях учителя и дипломата, в Десятой песни описываются Его божественные сокровенные игры со своими преданными. Эти сокровенные отношения с Господом описаны как высшая цель человеческой жизни.

### Песнь 11
Из-за проклятья брамина, спровоцированного Кришной, погибла вся династия Ядавов, включая самого Кришну и всех его родственников. Ядавы убили друг друга в пьяной драке, а Кришна погиб от стрелы с металлическим наконечником, которая пронзила его стопу. Последняя глава описывает возвращение Кришны на Вайкунтху. Также в Одиннадцатой песне содержится так называемая Уддхава-гита, последний разговор Кришны с Его другом Уддхавой. С седьмой по девятую главы описаны деяния и духовные осознания Авадхуты.

### Песнь 12
Здесь предсказаны будущие правители Магадхи вместе с демоническими проявлениями Кали-юги и последующим разрушением мира (пралая). Главная история оканчивается со смертью царя Парикшита, которого прокляли быть укушенным змеем, и змеиным жертвоприношением, которое было совершено его сыном Джанамеджаем. В конце песни описаны десять качеств пуран, жизнь Маркандеи, суть Бхагаватам, а также утверждается, что Бхагавата-пурана, без сомнения, является величайшей из всех пуран.
Эта „Бхагавата-пурана“ сияет, словно солнце. Она взошла сразу же после того, как Господь Кришна, сопровождаемый религией, знанием и проч., удалился в Свою обитель. Эта Пурана принесет свет людям, утратившим способность видеть в непроглядной тьме невежества века Кали. («ШБ 1.3.43»)

### Воплощения Вишну

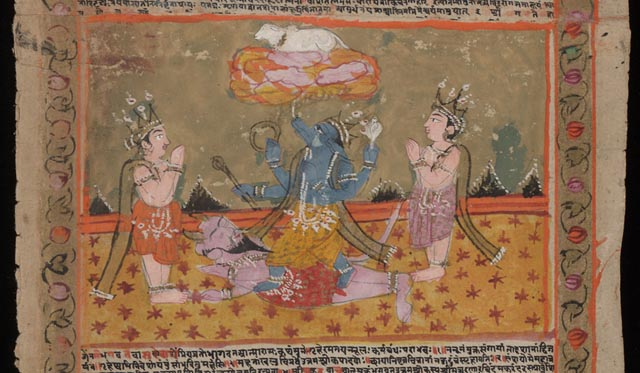
Изображение Вараха аватары

В общей сложности в «Бхагавата-пуране» описываются лилы 25-ти аватар (воплощений) Вишну.
Одним из многочисленных и разнообразных описаний различных ипостасей и воплощений Верховной Личности Бога является следующее:
Его глаза — источник всевозможных форм. Его глазные яблоки подобны солнцу и райским планетам. Его уши слышат звуки, доносящиеся со всех сторон света, и вмещают в себя все Веды, а Его слух порождает небо и все виды звуков.

### Кришна
«Бхагавата-пурана» описывает детство Кришны как игры любимого ребёнка пастухов и гопи Вриндавана. Маленький Кришна наслаждается разнообразными играми со своими друзьями в лесах и на лугах в окрестностях Вриндавана. Он проказничает, ворует йогурт и масло, раздавая его обезьянам. Кришна также развлекается, испытывая свою силу в сражениях с разными демонами, то и дело появляющимися во Вриндаване с целью убить его. Но больше всего он наслаждается играми и общением с беззаветно влюблёнными в него девочками-пастушками гопи. С помощью своей мистической силы он распространяет себя во множество форм для того, чтобы уделить достаточно внимания каждой из них, увеличить их любовь и желание служить ему. Эта любовь гопи, достигающая своего апогея в экстазе их разлуки с Кришной, провозглашается в «Бхагавата-пуране» самым чистым и возвышенным уровнем бхакти.

## Переводчики
- Бюрнуф, Эжен (на французский — Bhagavata Purana ou histoire poétique de Krichna, в трёх томах (1840—1847)).
- Бхактиведанта Свами Прабхупада (на английский).
- Неаполитанский С. М. (Сурендра Мохан дас) (на русский, издано «Амрита-Русь» в 2011).